# Rana assimilis
Espèce
Synonymes
- Fejervarya assimilis (Blyth, 1852)

Statut de conservation UICN

 DD  : Données insuffisantes
"Rana" assimilis est une espèce d'amphibiens de la famille des Dicroglossidae. Depuis la redéfinition du genre Fejervarya, il est évident que Rana assimilis n'appartient pas à ce genre mais aucun autre genre n'a pour l'instant été proposé de manière formelle. Il s'agit de Fejervarya assimilis (Blyth, 1852) pour amphibiaweb.

## Répartition
Lors de sa description, seule la mention « Inde » a été notée, sans aucune référence à une localité précise. Dès lors on peut supposer que celle-ci ait été collectée à l'intérieur des frontières actuelles de ce pays mais, toutefois, aucune population sauvage n'est actuellement connue.

## Publication originale
- Blyth, 1852 : Report of Curator, Zoological Department. Journal of the Asiatic Society of Bengal, vol. 21, p. 341-358 (texte intégral).